# 韓国国立民俗博物館
国立民俗博物館（こくりつみんぞくはくぶつかん）は、ソウル特別市にある大韓民国文化体育観光部傘下の国立博物館である。

## 沿革
- 1945年11月8日、在朝鮮アメリカ陸軍司令部軍政庁指令第68号により国立民族博物館創立。
- 1946年4月25日、国立民族博物館開館。
- 1950年12月、国立博物館に吸収・統合。
- 1966年10月4日、景福宮修政殿に韓国民俗館開館(文化財管理局所管)。
- 1975年4月11日、景福宮後苑の旧国立美術館（本来は朝鮮総督府美術館の建物）に韓国民俗博物館開館。
- 1979年4月13日、大統領令第9419号により、文化財管理局から国立中央博物館に移管。
- 1992年10月30日、大統領令第13752号により、国立中央博物館から文化部（現在の文化体育観光部）に移管。
- 1993年2月17日、景福宮内の現在の建物（旧国立中央博物館）に移転、開館[2]。
- 2006年、韓国国立民俗博物館の中国語の案内ガイドが「誤った」案内をおこない、「誤った」韓国情報を伝えていることが分かった[3]。案内ガイドは「高麗青磁は中国の唐三彩を真似たもの」「新羅の慶州は中国の西安をそのまま移しておいたもの」「韓国は昔から中国の属国」「三国時代の衣服・金属活字が中国とそっくり」「博物館に展示された遺物は真物ではなく、真物は全て日本にある」などと説明していた[3]。

## ギャラリー

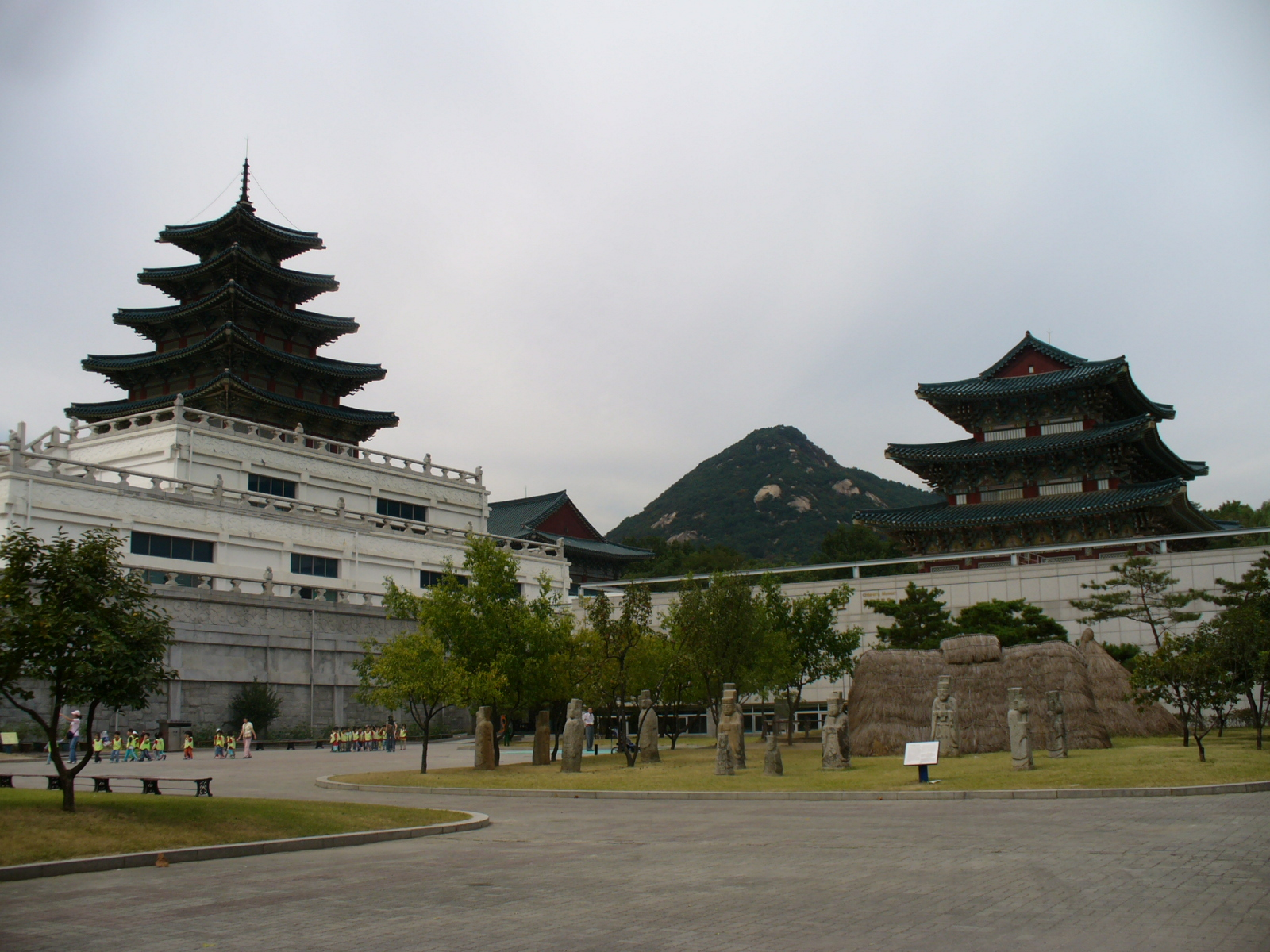
韓国国立民俗博物館の建物
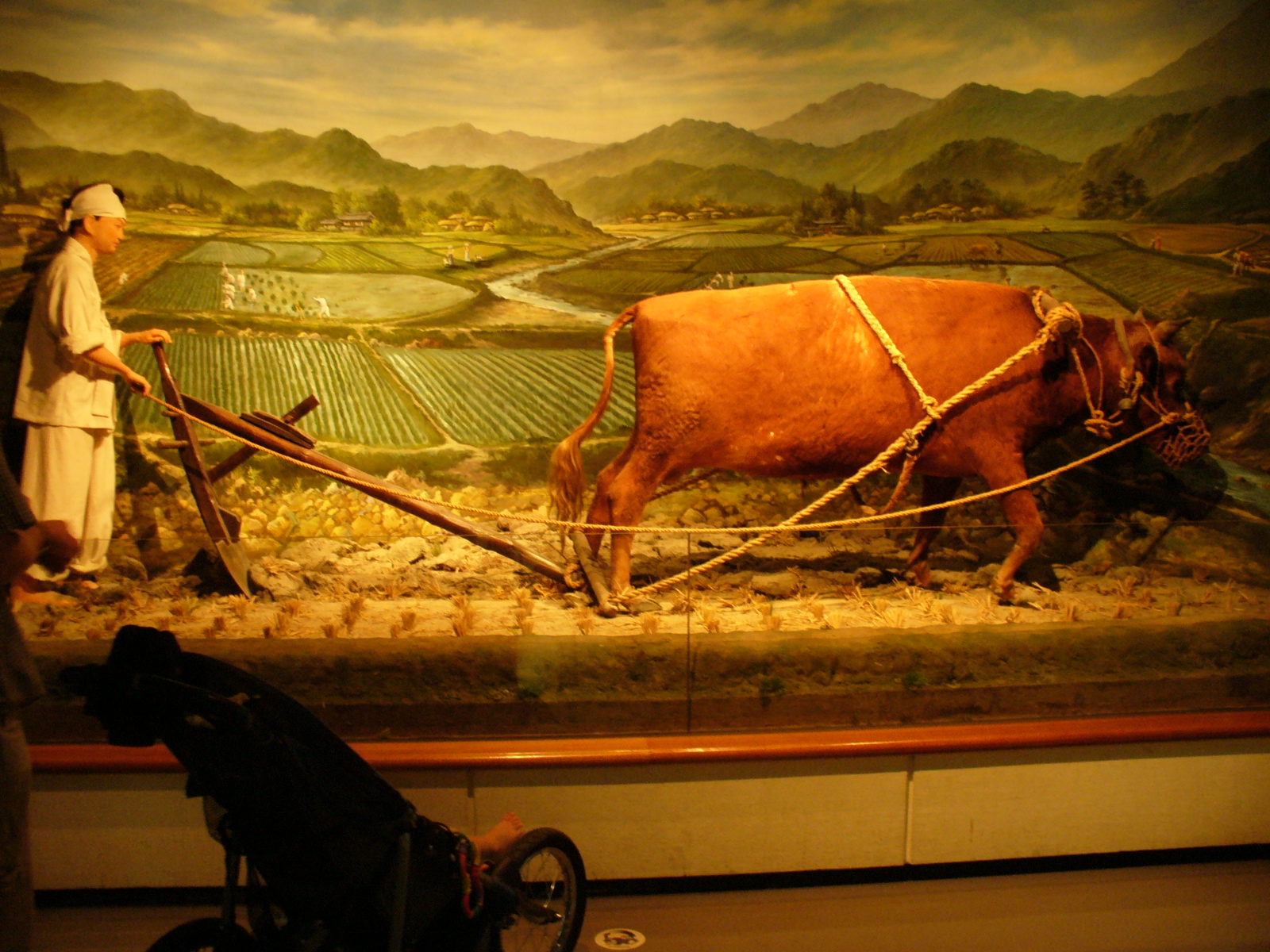
農業風景
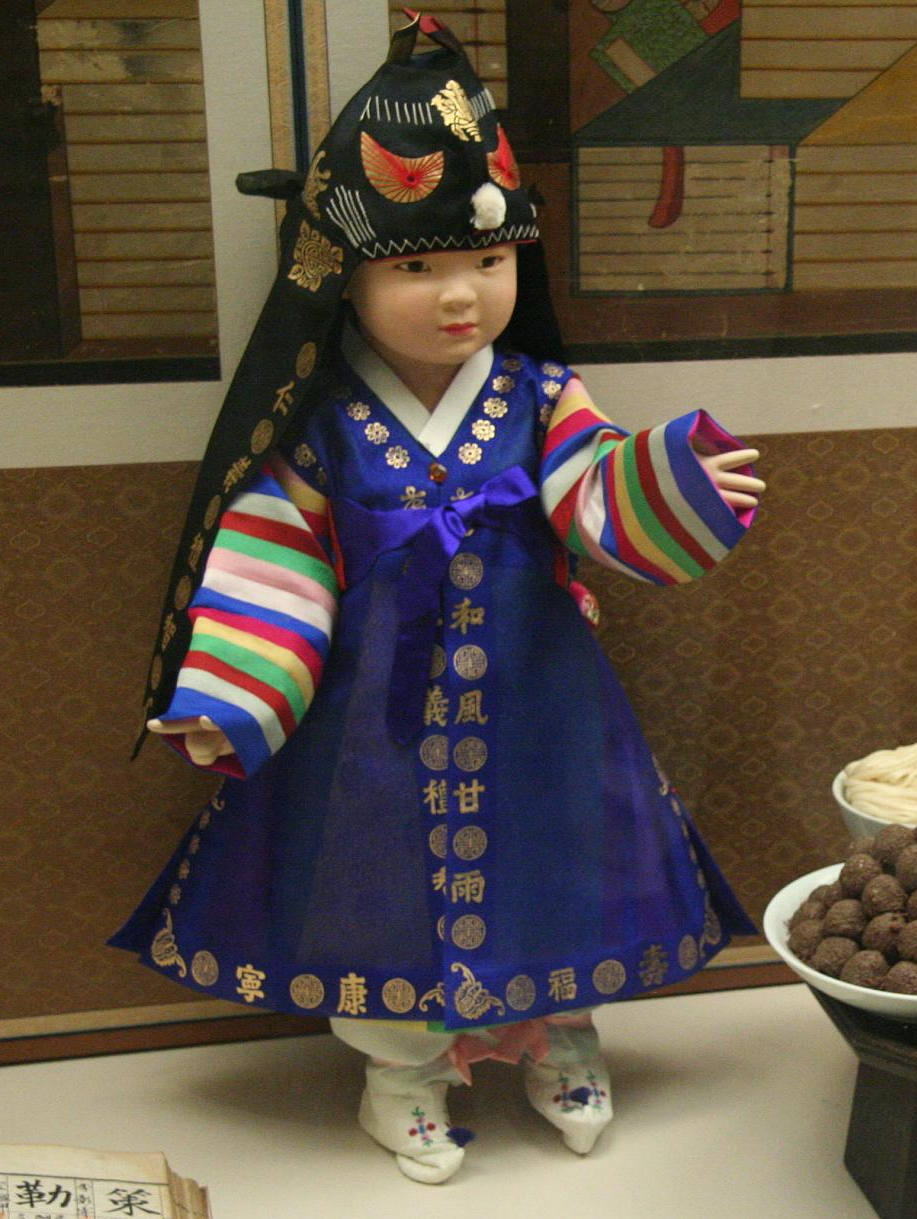
子供服
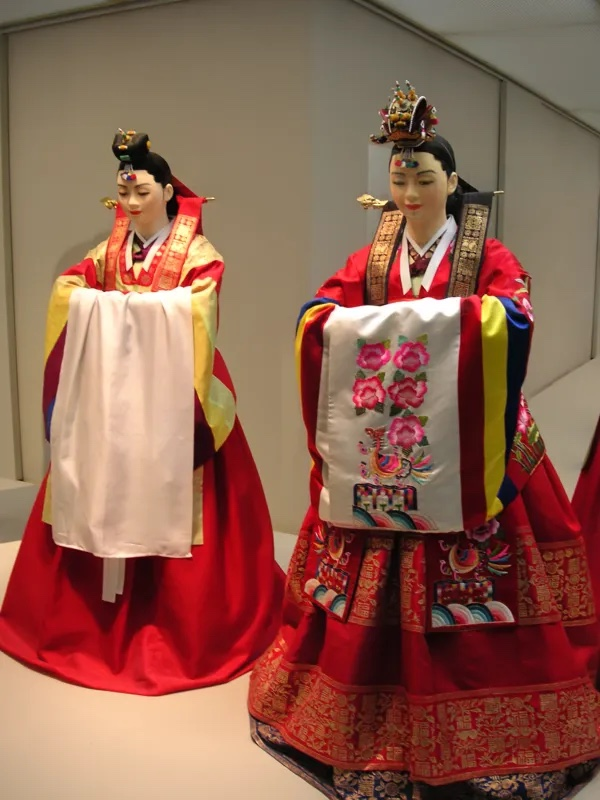
韓服
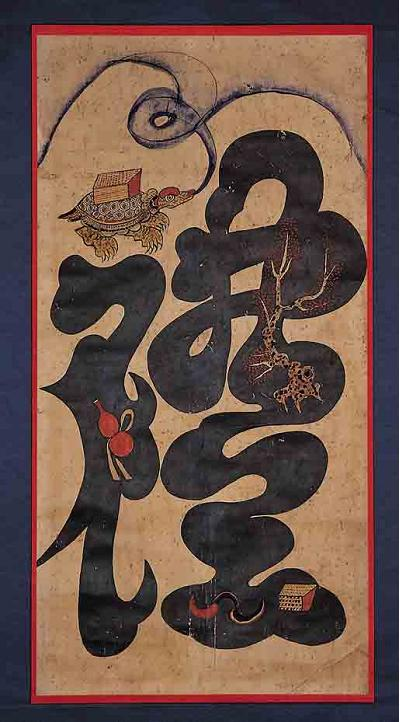
文字図